# 김 율리에타
김 율리에타(金----, 1784년 ~ 1839년 9월 26일)는 조선의 천주교 박해 때에 순교한 한국 천주교의 103위 성인 중에 한 사람이다. 그녀의 이름은 김유리대(金琉璃代)로도 알려져 있는데, 그 이름은 세례명 율리에타(Julieta)의 한자식 표기로 보인다.

## 생애
김 율리에타는 한양 외곽의 한 시골 마을에서 태어났다. 그녀의 부모는 페레올 주교에게 "굵직한 교우"라고 극찬받았다. 후일에 그녀의 온 가족은 한양으로 이사했다. 그녀의 부모는 그녀가 결혼하기를 원했지만, 그녀는 처녀로 살기 원했고 결혼하기를 거부했다. 그녀는 자신의 결심을 증명하기 위해서 머리를 매우 짧게 잘랐다. 결국 그녀의 부모는 그녀의 머리가 다시 길게 자라면 다시 의논하자고 말했다.
1801년 기해년에 박해가 발발했을 때, 그녀의 가족은 다시 시골 고향으로 돌아갔다. 김 율리에타는 거기서 몰래 빠져나와 궁궐에 하녀로 들어갔다. 궁궐에서는 그녀가 신앙생활을 하기에 어려움이 많았기 때문에, 그녀는 궐을 나와서 한 교우의 집에서 더부살이를 하며, 삯바느질로 돈을 벌어 작은 집을 한 채 샀다. 그녀는 강한 의지를 갖고 있는데다가 언행의 엄격함으로 인해, 사람들은 그녀를 존경했다. 그녀는 기도와 묵상에 최선을 다했다. 사람들은 율리에타는 결코 죄를 짓지 않을 것이라고 말하곤 했다. 그녀는 언제나 체포될 준비가 되어 있었다.
그녀는 체포되어 포도청으로 압송되었다. 포장은 그녀가 하느님을 부정하고 천주교 교인들과 서적들이 어디 있는지 말하기를 계속하여 요구했다. 그녀는 포장의 요구를 거절하고 극심하게 매질을 당했다. 그녀는 형조에 이송되어서도 세 차례를 더 극심한 매질을 당했다. 그녀는 경이롭게 모든 고문과 고통을 견뎌냈다.
그녀는 결국 1839년 9월 26일에 서소문 밖에서 여덟 명의 교우와 함께 참수되었다. 그렇게 그녀가 순교자가 되던 때의 나이 56세였다.

## 시복 · 시성
김 율리에타는 1925년 7월 5일에 로마 성 베드로 광장에서 교황 비오 11세가 집전한 79위 시복식을 통해 복자 품에 올랐고, 1984년 5월 6일에 서울특별시 여의도에서 한국 천주교 창립 200주년을 기념하여 방한한 교황 요한 바오로 2세가 집전한 미사 중에 이뤄진 103위 시성식을 통해 성인 품에 올랐다.

## 참고 문헌
- 가톨릭 사전: 김유리대
- (영어) Catholic Bishop's Conference Of Korea. 103 Martryr Saints: 김 율리에타 Iulietta Kim 보관됨 2014-10-19 - 웨이백 머신